# Rockcastle megye (Kentucky)
Rockcastle megye az Amerikai Egyesült Államokban, azon belül Kentucky államban található. Megyeszékhelye és legnagyobb városa Mount Vernon. Lakosainak száma 16 037 fő (2020. április 1.). Rockcastle megye Madison, Jackson, Laurel, Pulaski, Lincoln és Garrard megyékkel határos.

## Népesség
A megye népességének változása:
| Lakosok száma | 17 067 | 17 103 | 17 049 | 16 693 | 16 942 | 16 037 |
|               | 2010   | 2011   | 2012   | 2013   | 2015   | 2020   |